# Aberdeen (Washington)
Aberdeen es una ciudad del condado de Grays Harbor, estado de Washington, Estados Unidos, fundada por Samuel Benn en 1884. Aberdeen fue oficialmente incorporada el 12 de mayo de 1890. 
La ciudad es el centro económico del condado, ubicada en la frontera con las ciudades de Hoquiam y Cosmopolis. Se la denomina el «portal de la Península Olímpica», pero es aún más conocida por ser la ciudad natal del líder de Nirvana, Kurt Cobain.

## Historia
Aberdeen recibió su nombre de una fábrica de conservas salmonera local, situada en la desembocadura de dos ríos, al igual que su homónima Aberdeen, en Escocia. Aunque se convirtió en la ciudad más grande y más conocida de Grays Harbor, Aberdeen no creció tanto como sus vecinas Hoquiam y Cosmópolis. Cuando A. J. West construyó el primer aserradero de la ciudad en 1894, los otros dos municipios llevaban en el negocio varios años. Aberdeen y sus vecinas competían por ser la terminal de ferrocarril pacífico norteño, pero en lugar de acabar en una de las ciudades industriales establecidas, el ferrocarril pasa a través de Cosmopolis y se dirige al oeste para Ocosta. Los ciudadanos de Hoquiam y Aberdeen se unieron para construir un ramal en 1895.
En 1900, Aberdeen era considerada una de las ciudades más duras de la Costa Oeste, con muchos salones, burdeles y establecimientos de juegos de azar. Se apodó a Aberdeen «El Hellhole del Pacífico», o «El Puerto de los desaparecidos», debido a su alta tasa de asesinatos. Un residente notable fue Billy Gohl, conocido localmente como Billy «Ghoul», del que se rumorea que mató al menos a 140 hombres y fue declarado culpable de dos asesinatos.
Durante la Gran Depresión, Aberdeen sufrió un duro golpe, reduciéndose el número de aserraderos grandes de 37 a 9. Los propietarios de las fábricas contrataron a inmigrantes filipinos y judíos para mantener los salarios bajos y mantenerse en el negocio. La industria de la madera continuó en auge, pero en la década de 1970 la mayor parte de la madera se había acabado. La mayoría de las fábricas cerraron entre 1970 y 1980.
Aberdeen es también el puerto base del buque de altura Lady Washington, una reproducción de la nave más pequeña utilizada por el capitán Robert Gray en sus exploraciones, que aparece en la película Pirates of the Caribbean: The Curse of the Black Pearl.
Aberdeen y Hoquiam ocupan un lugar destacado en la novela posapocalíptica de Nevil Shute On the Beach. En ella, un submarino de EE. UU. sigue una señal procedente de Grays Harbor y encuentra a los pobladores del área muertos a causa de la radiación. Los tripulantes hablan brevemente acerca de la posibilidad de llevar trajes a prueba de radiación y entran en Aberdeen, donde podrían encontrar un coche e ir hasta Seattle. Pero al final deciden arriesgarse con cualquier tipo de red antisubmarinos y bombas ocultas que puedan estar en las aguas alrededor de Seattle y se dirigen hacia el norte. En la adaptación cinematográfica protagonizada por Gregory Peck y Fred Astaire, Aberdeen-Hoquiam y Seattle fueron reemplazados por San Francisco.
La zona y muchos de sus residentes (especialmente los alumnos del Grays Harbor College) aparecieron retratados en la película de 1960 Anillo de Fuego, protagonizada por David Janssen (de El fugitivo) y el futuro «Riddler» (en el Batman televisivo de 1966-1968) Frank Gorshin.
Partes de la película de John Wayne McQ fueron filmadas en Aberdeen y sus alrededores.
En Aberdeen también han sido grabados varios documentales y películas sobre la vida de Kurt Cobain.

## Geografía
Aberdeen está situada en el extremo oriental de Grays Harbor, cerca de la desembocadura del río Chehalis y el suroeste de las Montañas Olímpicas. Harbor Gray es conocida por ser la ría más septentrional de la costa del Pacífico de América del Norte, que se ha mantenido libre de glaciares en todo el Cuaternario por su topografía desfavorable y temperaturas cálidas. Se cree que, durante los períodos glaciares del Cuaternario, el río Chehalis fue un refugio importante para especies acuáticas, así como la costa oeste de la Península Olímpica lo fue hacia el sur para las plantas que más tarde formaron la parte norte de la selva tropical del Pacífico templado en zonas anteriormente glaciares.
Según el United States Census Bureau, la ciudad tiene una superficie total de 12.36 millas cuadradas (32,01 km²), de las cuales 10,65 millas cuadradas (27,58 km²) corresponden a tierra y 1.71 millas cuadradas (4.43 km²) a agua.

## Clima
Aberdeen tiene un clima en el límite entre el mediterráneo (Köppen MMS) y el oceánico (Köppen CFB). Aunque la precipitación es muy alta entre octubre y marzo, julio y agosto todavía tienen un exceso distinto de evaporación sobre la precipitación. Las temperaturas son generalmente muy suaves, debido a la proximidad del cálido océano Pacífico y la corriente de Kuroshio: la nieve es muy rara, aunque durante diciembre de 1964, cayeron precipitaciones de un grosor de 22.3 pulgadas (0.57 m). En ocasiones, cuando los vientos vienen del sureste, puede haber temperaturas muy altas: como en agosto de 1981, cuando las temperaturas alcanzaron los 105 °F (40.6 °C).

## Educación
El distrito escolar de la ciudad cuenta con dos escuelas secundarias: la Escuela JM Weatherwax High School (o Aberdeen High School, como ahora se llama), y la Harbor High School, una escuela secundaria alternativa, con una matrícula de más de 200 estudiantes. Aberdeen High tiene una larga rivalidad en deporte escolar con la cercana Hoquiam High School.
En 2002, el edificio de Weatherwax de la Aberdeen High School, construido en 1909, ardió hasta los cimientos. El nuevo edificio fue terminado en 2007 y celebró su gran apertura el 25 de agosto de 2007.
El Distrito Escolar de Aberdeen también se compone de un ciclo de la secundaria: Miller Junior High, cinco escuelas primarias (Central Park Elementary, McDermoth Elementary, Stevens Elementary, AJ West Elementary y Robert Gray Elementary), y una escuela católica parroquial (Saint Mary's Catholic School).
En el sur de Aberdeen se encuentra el Grays Harbor College, y está representado por la mascota Charlie Choker. El colegio hace hincapié en las oportunidades de los estudiantes, y cuenta con recursos para ayudar a los estudiantes a matricularse en la universidad y completar un grado de cuatro años.

## Personas destacadas
- Elton Bennett, artista

- Trisha Brown, coreógrafa
- Marcos Bruener, jugador de fútbol
- Jeff Burlingame, autor
- Robert Cantwell, novelista
- Kurt Cobain, músico fundador de la banda Nirvana
- Robert Neisinger, músico, maestro
- Robert Kycek, músico, ingeniero de Puerto
- Dale Crover, músico
- Bryan Danielson, luchador profesional conocido ahora como Daniel Bryan.
- Jack Elway, entrenador de fútbol americano
- John Elway, jugador de fútbol americano
- Lee Friedlander, fotógrafo
- Victor Grinich, fundador de Silicon Valley
- Noname Jane, actriz porno
- Brad Gill, ministro
- Robert Motherwell, pintor
- Peter Norton, ingeniero de software
- Douglas Osheroff, físico ganador del Premio Nobel

## Música
La escena musical de Aberdeen estuvo durante muchos años dominada por el jazz, popularizado por bandas de jazz procedentes de Seattle, grupos universitarios y bandas locales de jazz.
Sin embargo Aberdeen es más conocido por ser cuna de bandas de estilo grunge y punk rock y músicos como Kurt Cobain de Nirvana o Dale Crover de The Melvins. Algunas de las canciones de Cobain, como Something in the Way o letras del álbum Bleach, hacen referencia a lugares de la ciudad.
Krist Novoselic, bajista de Nirvana, nació en Compton, California, pero su familia se mudó a Aberdeen durante su juventud, lugar donde conoció a Cobain.
Los músicos Patrick Simmons, de los Doobie Brothers, y Kurdt Vanderhoof, de la banda de género thrash Metal Church, son oriundos de Aberdeen, mientras que Kirkland Arrington y Duke Erickson, también de Metal Church, son de la vecina Hoquiam.

## Industria
Pese a los intentos por diversificar la economía local, Aberdeen y el resto de Grays Harbor siguen dependiendo de las industrias maderera y pesquera.
El 19 de diciembre de 2005, la empresa maderera Weyerhaeuser cerró el gran aserradero de la ciudad, y a principios de 2006 también la planta de celulosa de Cosmopolis. Esto derivó en la pérdida de al menos 342 puestos de trabajo. En enero de 2009, Weyerhaeuser cerró otras dos plantas en Aberdeen, causando la pérdida de 221 puestos de trabajo más. En ambos casos, muchos empleados no se enteraron por la empresa, sino a través de emisoras de radio locales, que recibieron un comunicado de prensa previo a una conferencia de prensa programada. 
Los principales empleadores en la zona de Grays Harbor son la fábrica de papel local LLC (cerrada el 26 de mayo de 2011 y reabierta en septiembre de 2012); los astilleros Westport Shipyard; Sierra Pacific Industries; The Simpson Door Company; Dead End Street; Hoquiam Plywood; el Stafford Creek Correctional Center, una penitenciaría estatal que abrió sus puertas en el año 2000; y Tecnología de Puerto Seguro, un centro de soporte técnico.
Otras industrias importantes son la cooperativa de cultivo de arándanos Ocean Spray, el minorista mundial Wal-Mart y el Washington Crab Producers (productora de cangrejos).
En 2007, la empresa Imperium Renewables de Seattle invirtió 40 millones de dólares en la construcción de la planta de biodiésel en el puerto de Grays Harbor. Se estima que la planta producirá hasta 100 millones de galones estadounidenses (380 000 m³) de combustible biodiésel a base de plantas y material vegetal al año. En septiembre de 2010, la Weyerhaeuser Cosmopolis Pulp Mill fue adquirida por el Grupo Beverly Hills-based Gores y retomó la actividad como Cosmo Specialty Fibers, Inc. El 1 de mayo de 2011 comenzó la producción de pasta de papel.

## Población

### Censo de 2000
Según el censo del año 2000, había 16 461 personas, 6 517 hogares, y 4 112 familias residiendo en la ciudad. La densidad de población era de 597.9 personas por km² (1548,8 por milla cuadrada). Había 7536 viviendas a una densidad media de 273,7 habitantes por km² (709,1 por milla cuadrada). De acuerdo con este mismo censo, la distribución de población por raza era de un 84.87 % de blancos, 0.47 % de afroamericanos, 3.70 % de nativos americanos, 2.10 % de asiáticos, 0.14 % originarios de islas del Pacífico, 5.15 % de otras razas, y el 3.57 % de dos o más razas. La distribución de la población por origen reflejaba que el 9.22 % era de origen hispano o latino, el 16,4 % era de origen alemán, el 9,3 % inglés, el 9,3 % americana, irlandesa el 8,7 % y 5,9 % de ascendencia noruega. Del total de habitantes, el 90,2 % hablaba inglés y el 7,7 % tenía al español como su primer idioma.
Había 6517 hogares de los cuales el 31.8 % tenía niños menores de dieciocho años, el 43.9 % eran parejas casadas que residían juntos, el 13.7 % tenían un cabeza de familia femenino sin presencia de marido y el 36.9 % no pertenecían a grupos familiares. El 29,5 % de todos los hogares estaban compuestos por un solo individuo y el 12.0 % tenía a alguna persona anciana mayor de 65 años o incluso de más edad. El tamaño medio era de 2.49 personas por hogar y el tamaño medio de miembros en cada una de las compuestas por familias era de 3.05 personas.
El porcentaje de población por edades era muy similar con el 26.8 % menores de 18 años, el 10.3 % de 18 a 24 años, el 27.1 % de 25 a 44, el 21.9 % de 45 a 64 años, y el 14.0 % eran mayores de 65 años o más. La media de edad era de 35 años. Por cada 100 mujeres había 98,0 hombres y por cada 100 mujeres mayores de 18 años de edad, había 96.0 varones.
La renta media de un hogar era de 30 683 $, y la renta media para una familia era de 37 966 $. Los varones tenían una renta media de 32 710 $ por los 20 446 $ para las mujeres. La renta per cápita de la ciudad era de 16 092 $. Cerca de 16.1 % de las familias y el 22.2 % de la población estaba por debajo de la línea de pobreza, de los cuales un 29.7 % eran menores de 18 años y un 9,6 % mayores de 65 años.

### Censo de 2010
De acuerdo al censo de 2010, había 16 896 personas, 6476 hogares, y 4020 familias residiendo en la ciudad. La densidad de población era de 612,6 habitantes por km² (1586.5 personas por milla cuadrada). Había 7338 viviendas con una densidad media de 266,0 habitantes por km² (689,0 habitantes por milla cuadrada). La distribución por razas era de un 80.4 % de blancos, 0.8 % de afroamericanos, 3,7 % de nativos americanos, 1.9 % de asiáticos, 0.3 % originarios de islas del Pacífico, el 8,0 % de otras razas, y el 4,9 % de dos o más razas. El 15,8 % de la población era de origen hispano o latino.
Había 6476 hogares de los cuales el 33.1 % tenían niños menores de 18 años, el 39.9 % era parejas casadas que residían en pareja, el 15.0 % tenía un cabeza de familia femenino sin presencia de marido, el 7.1 % tenían un cabeza de familia varón, sin esposa presente, y el 37,9 % eran individuos o personas sin relación familiar. El 29,2 % de todos los hogares estaban compuestos de individuos y 10.8 % tenían a alguna persona mayor de 65 años o incluso de más edad. El tamaño medio de los hogares era de 2.56 personas y el tamaño medio de la unidad familiar era de 3.10 personas.
La media de edad de la ciudad era de 35,6 años. El 24,9 % de los residentes eran menores de 18 años; el 10,5 % tenía entre 18 y 24 años; el 25,8 % tenía de 25 a 44, el 26 % de 45 a 64, y el 13 % tenían 65 años de edad o eran mayores. La distribución por sexos era de 49,8 % de varones por 50,2 % de mujeres.